# Întîmplări cu Alexandra
Întîmplări cu Alexandra este un film românesc din 1991 regizat de Cornel Diaconu. Rolurile principale au fost interpretate de actorii Mircea Diaconu, Ana Diaconu și Ioana Crăciunescu.

## Distribuție
Distribuția filmului este alcătuită din:
- Mircea Diaconu — Ovidiu Popescu, tatăl Alexandrei, redactor la o publicație literară
- Ana Diaconu — Alexandra Popescu, fiica lui Ovidiu în vârstă de 9 ani, elevă în clasa a III-a
- Ioana Crăciunescu — mama Alexandrei
- Magda Catone — Rodica Dobrescu, mama lui Ică
- Mirela Dumitru — învățătoarea Alexandrei
- Radu Panamarenco — administratorul asociației de locatari, vecinul familiei Popescu
- Geo Costiniu — Radu Stoica, astronom, fost coleg de liceu al lui Ovidiu
- Dumitru Dinulescu — scriitorul care-l sâcâie pe tatăl Alexandrei cu producțiile sale literare
- Theo Lazăr — Ică Dobrescu, colegul de bancă al Alexandrei
- Monica Spiridon — Irina, colega de clasă a Alexandrei, care locuiește în blocul vecin
- Maria Dumitrache Caraman
- Luca Diaconescu — Cristi, fratele mai mare al lui Ică, inventator pasionat
- Șerban Slave — lt. Șerban, ofițerul de miliție rutieră care oprește mașina lui Ovidiu
- Tănase Stoian